# Arcidiocesi di Taunggyi
L'arcidiocesi di Taunggyi (in latino Archidioecesis Taunggyiensis) è una sede metropolitana della Chiesa cattolica in Birmania. Nel 2022 contava 6.934 battezzati su 1.839.000 abitanti. È retta dall'arcivescovo Basilio Athai.

## Territorio
L'arcidiocesi comprende i distretti di Taunggyi e di Loilen nello stato Shan in Birmania, per un totale di 18 townships.
Sede arcivescovile è la città di Taunggyi, dove si trova la cattedrale di San Giuseppe.
Il territorio si estende su 14.980 km² ed è suddiviso in 14 parrocchie.

## Storia
La diocesi di Taunggyi fu eretta il 21 marzo 1961 con la bolla Magno gaudio di papa Giovanni XXIII, ricavandone il territorio dalla diocesi di Toungoo (oggi diocesi di Taungngu). Originariamente era suffraganea dell'arcidiocesi di Rangoon (oggi arcidiocesi di Yangon).
Il 14 novembre 1988 cedette una porzione del suo territorio a vantaggio dell'erezione della diocesi di Loikaw.
Il 17 gennaio 1998 è stata elevata al rango di arcidiocesi metropolitana con la bolla Ipso optime di papa Giovanni Paolo II.
Il 15 dicembre 2005 ha ceduto un'altra porzione di territorio a vantaggio dell'erezione della diocesi di Pekhon.

## Cronotassi dei vescovi
Si omettono i periodi di sede vacante non superiori ai 2 anni o non storicamente accertati.
- Giovanni Battista Gobbato, P.I.M.E. † (21 marzo 1961 - 18 dicembre 1989 ritirato)
- Matthias U Shwe † (18 dicembre 1989 - 12 aprile 2015 dimesso)
- Basilio Athai, dal 24 giugno 2016[2]

## Statistiche
L'arcidiocesi nel 2022 su una popolazione di 1.839.000 persone contava 6.934 battezzati, corrispondenti allo 0,4% del totale.
| anno | popolazione | popolazione | popolazione | presbiteri | presbiteri | presbiteri | presbiteri                | diaconi | religiosi | religiosi | parrocchie |
| anno | battezzati  | totale      | %           | numero     | secolari   | regolari   | battezzati per presbitero | diaconi | uomini    | donne     | parrocchie |
| ---- | ----------- | ----------- | ----------- | ---------- | ---------- | ---------- | ------------------------- | ------- | --------- | --------- | ---------- |
| 1970 | 41.373      | 1.455.500   | 2,8         | 23         | 13         | 10         | 1.798                     |         | 20        | 90        | 16         |
| 1980 | 57.008      | 1.486.179   | 3,8         | 34         | 24         | 10         | 1.676                     |         | 19        | 121       | 19         |
| 1990 | 31.793      | 1.600.000   | 2,0         | 22         | 18         | 4          | 1.445                     |         | 8         | 86        | 12         |
| 1999 | 40.833      | 1.850.000   | 2,2         | 34         | 31         | 3          | 1.200                     |         | 7         | 98        | 15         |
| 2000 | 43.262      | 1.900.000   | 2,3         | 45         | 44         | 1          | 961                       |         | 4         | 98        | 15         |
| 2001 | 44.554      | 1.950.000   | 2,3         | 43         | 41         | 2          | 1.036                     |         | 8         | 98        | 16         |
| 2002 | 45.474      | 1.709.946   | 2,7         | 47         | 44         | 3          | 967                       |         | 8         | 128       | 17         |
| 2003 | 46.455      | 1.729.945   | 2,7         | 52         | 48         | 4          | 893                       |         | 22        | 118       | 18         |
| 2004 | 47.886      | 1.736.875   | 2,8         | 56         | 53         | 3          | 855                       |         | 33        | 121       | 18         |
| 2005 | 7.350       | 1.500.000   | 0,5         | 25         | 21         | 4          | 294                       | 2       | 72        | 12        |            |
| 2010 | 7.389       | 1.615.000   | 0,5         | 36         | 33         | 3          | 205                       |         | 42        | 75        | 11         |
| 2014 | 6.730       | 1.697.000   | 0,4         | 39         | 36         | 3          | 172                       |         | 38        | 67        | 13         |
| 2017 | 6.891       | 1.771.000   | 0,4         | 37         | 34         | 3          | 186                       |         | 19        | 82        | 14         |
| 2020 | 7.141       | 1.818.400   | 0,4         | 35         | 31         | 4          | 204                       |         | 21        | 85        | 14         |
| 2022 | 6.934       | 1.839.000   | 0,4         | 41         | 36         | 5          | 169                       |         | 21        | 97        | 14         |